# Heinrich Panofka

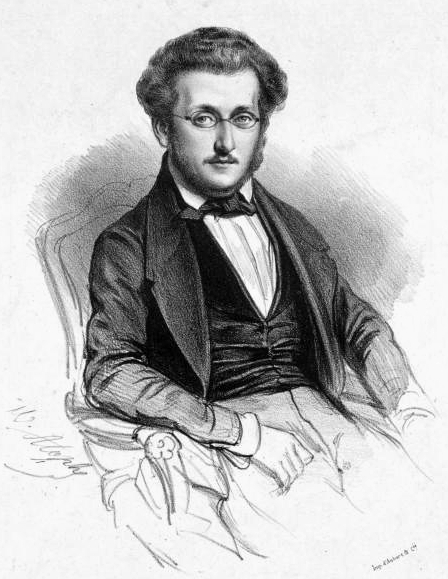
Heinrich Panofka, Lithographie von Marie-Alexandre Alophe

Heinrich Panofka (* 3. Oktober 1807 in Breslau; † 18. November 1887 in Karlsruhe) war ein deutscher Geiger, Komponist, Gesangslehrer und Musikschriftsteller.

## Leben
Panofka erhielt seine erste musikalische Ausbildung in seiner Heimatstadt Breslau und trat schon als Knabe öffentlich auf. 1824 begann er auf Wunsch seines Vaters an der Universität Breslau ein Jura-Studium, konnte aber schließlich nach Wien übersiedeln, wo er Schüler des berühmten Geigers Joseph Mayseder wurde. 1827 trat er mit großem Erfolg in Wien auf und unternahm eine Konzertreise nach München und Berlin. Als er 1831 durch den Tod des Vaters ein großes Vermögen erbte, gab er die Virtuosenlaufbahn wieder auf und ließ sich in Berlin als Musikschriftsteller nieder. 1832 ging er mit dem Pianisten Wenzeslaus Hauck noch einmal auf Reisen, fand aber kein Gefallen an dem Wanderleben, so dass er schon 1833 nach Berlin zurückkehrte. 1834 übersiedelte er nach Paris, wo er, angeregt durch die Leistungen der dort an der Italienischen Oper wirkenden Sänger, sich mehr und mehr dem Kunstgesang zuwandte und dieses Fach unter Marco Bordogni so eifrig studierte, dass er bald neben diesem als einer der gesuchtesten Lehrer gelten konnte. 1847 von Lumley als künstlerischer Beirat der Direktion des Italienischen Theaters nach London berufen, fand er hier ebenfalls einen ausgedehnten Wirkungskreis als Gesanglehrer. Er ging jedoch mit Beginn des zweiten Kaiserreichs nach Paris zurück und betätigte sich dort in gleicher Eigenschaft bis 1866, als er sich nach Florenz zurückzog.
Panofka gehörte zu den ersten Mitarbeitern der 1834 von Robert Schumann gegründeten Neuen Zeitschrift für Musik. Er hat eine Anzahl schätzbarer Violinkompositionen veröffentlicht, insbesondere aber durch seine Gesangslehrbücher L’art de chanter (auch in deutscher und italienischer Sprache in Leipzig und Mailand erschienen) und Vademecum du chanteur das Gesangsstudium gefördert. Auch als Kritiker hat er Anerkennenswertes geleistet. Sein Nachlass befindet sich in der Staatsbibliothek zu Berlin.
Von Bedeutung für die Musikwissenschaft ist sein Stammbuch, in das sich zahlreiche bedeutende Musiker eingetragen haben, darunter Ludwig van Beethoven, Franz Schubert, Hector Berlioz, Franz Liszt, Annette Essipoff, Christine Nilsson, Agathe Backer Grøndahl, Delphine von Schauroth, Aline Bertrand und Johannes Brahms.